# Flores og Blanzeflor
Flores og Blanzeflor er en folkebog fra middelalderen.